# アジュマーン
アジュマーン（アラビア語: إمارة عجمان）は、アラブ首長国連邦に所属する首長国の一つ。首都の名もアジュマーンである。
面積は約260 km2、人口は約23万5000人。

## 概要
現首長は、フマイド・ビン・ラーシド・アン＝ヌアイミー3世。連邦を構成する七首長国のうち、もっとも小さな首長国である。ペルシャ湾に面していて、シャールジャから10 kmと近く、単なるシャールジャ郊外の町と勘違いする人も多い。

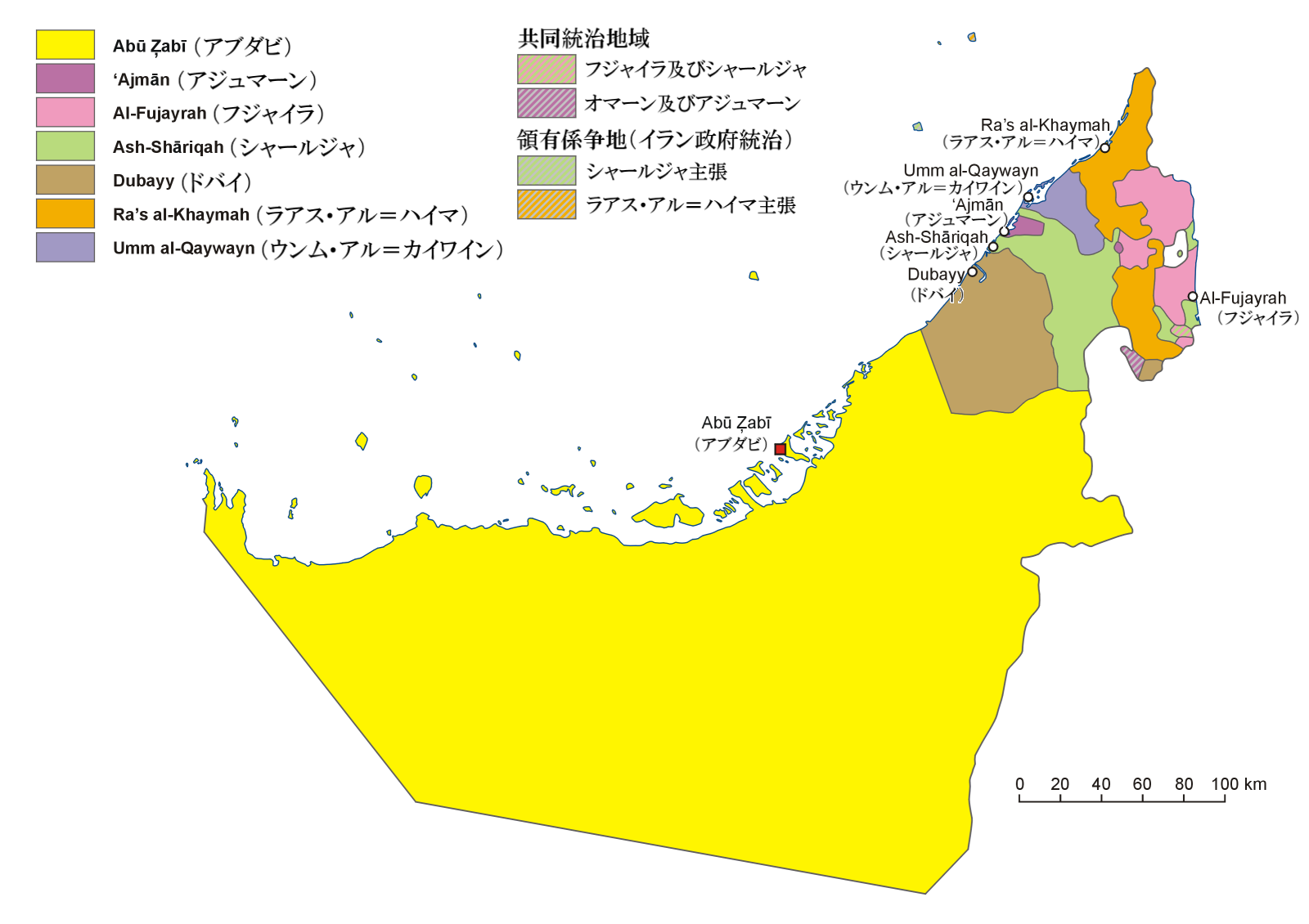
アラブ首長国連邦の各首長国

シャールジャの東端に飛び地があり、フジャイラに挟まれている。
アジュマーン首長国のアブドルアズィーズ・ビン・アリー・アン＝ヌアイミー王子は、広島大学に留学した経験がある。

## 隣接行政区画
- シャールジャ首長国

### 飛び地
- シャールジャ首長国
- フジャイラ首長国

### 共同統治地域
オマーンおよびアジュマーンの共同統治地域はブライミ特別行政区と隣接する。